# Alvina Gyulumian
Alvina Gyulumian est une juriste arménienne.

## Biographie
Elle naît en Azerbaïdjan le 20 janvier 1956.
En 1979, elle est diplômée de droit de l'université d'État d'Erevan. En 1985 et jusqu'en 1996, elle est juge de la cour suprême d'Arménie, devenant ensuite juge pour la cour constitutionnelle jusqu'en 2003. En 2003, elle devient juge pour la Cour européenne des droits de l'homme, représentant l'Arménie.
En janvier 2014, le journal Tert annonce qu'elle devrait bientôt quitter son poste pour intégrer la Cour constitutionnelle de l'Arménie après la démission de Valery Poghosyan et Manuk Topuzyan, ce qui se réalise plus tard dans l'année. Elle en devient vice-présidente.